# Mullvad
Mullvad는 2009년 3월에 출시한 스웨덴에 기반을 둔 오픈 소스 상용 VPN 서비스이다.  Mullvad는 WireGuard 와 OpenVPN 프로토콜를 지원한다. Mullvad는 기존의 결제 방법 외에도 비트코인, 비트코인 캐시, 모네로로 결제할 수 있다.

## 프라이버시
Mullvad의 가입에서는 이메일 주소 또는 기타 개인정보를 요청하지 않는다. 대신, 각 신규 사용자에게 고유한 16자리 계정 번호가 익명으로 생성된다. 이 계정 번호는 이후 Mullvad에 로그인하는 데 사용된다.
Mullvad는 사용자의 개인 정보를 보호하기 위해 현금, Bitcoin, Bitcoin Cash 및 Monero의 익명 결제를 받는다.
Mullvad의 로깅 정책은 VPN 사용자의 IP 주소, 사용된 VPN 서버의 IP 주소, 브라우징 활동, 대역폭, 세션 기간, 타임스탬프 및 DNS 요청에 대한 로깅을 하지 않는다.